# Абу Саид Майхани
Абу Саи́д Фадлалла́х ибн Абуль-Ха́йр Ахма́д Майхани́ (перс. ابوسعید ابوالخیر‎; 967, Майхана — 1049, Майхана) — один из создателей хорасанской школы мистицизма. Известен как Абу Саид Майхани.

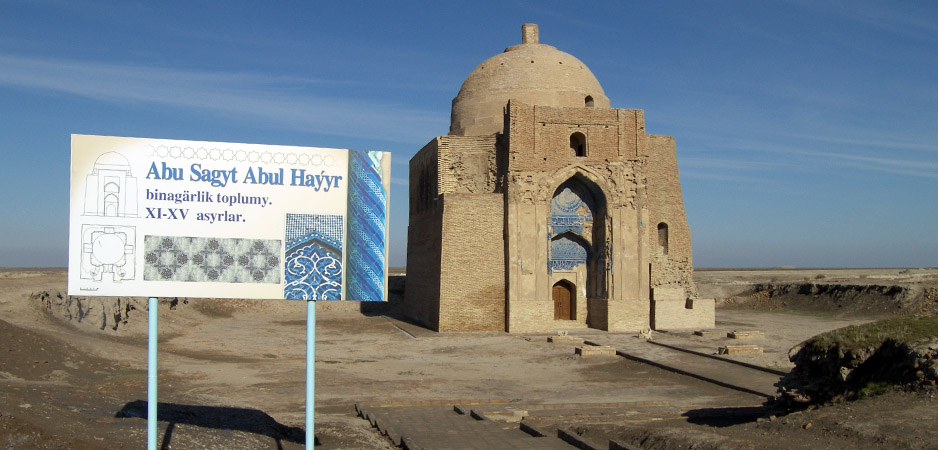
Мавзолей Абу Саида Майхани (Мяне-баба).

## Биография
Абу Саид Майхани родился в 967 году в Майхане (ныне — Меана, Туркменистан). Его отец был аптекарем, связанным с суфийскими кругами. Под влиянием отца Мейхани приобщился к мистической практике. На одном из суфийских собраний был представлен поэту Абуль-Касиму Бишру ибн Ясину (ум. в 990 году), который стал его первым наставником в суфизме. Стихи Бишра ибн Ясина Майхани часто цитировал в своих наставлениях и проповедях.
В юношеском возрасте Майхани отправился в Мерв для приобретения знаний. В Мерве он в течение десяти лет изучал шафиитское право под руководством Мухаммада аль-Хисри (ум. между 983 и 1000 гг.) и Абдуллаха аль-Каффала (ум. в 1026 г.). Толкование Корана, хадисоведение и калам Майхани изучал в Серахсе у Захира ибн Ахмада (ум. в 999 г.). Около 997 года «божий человек» (диване) Лукман Сарахси привёл его в суфийскую обитель (ханака) к Мухаммаду ас-Сарахси, который убедил его оставить богословские науки. Ас-Сарахси разрешил ему вернуться в Майхану с наказом совершать зикр, повторяя лишь одно слово — «Аллах». После возвращения на родину Майхани провёл почти семь лет в полном затворничестве и до 1007 г. (или даже больше — до 1016 г.) практиковал отправление зикра в подвешенном положении вниз головой во время 40-дневного поста (чилла-йи ма‘кус).
Первую суфийскую хирку Абу Саид Майхани получил в Нишапуре от рук знаменитого суфия Абу Абдуррахмана ас-Сулами (ум. в 1021 г.)‚ а вторую — в Амуле от Ахмада ибн аль-Кассаба. Вторую половину своей жизни Майхани провёл как признанный суфийский авторитет (муршид). Он проповедовал как в своём доме в Майхане, так и в уединённой келье (саума’а) в его окрестностях. Во время поездок в Нишапур он проповедовал в обители квартала Аданикубан.
Умер Абу Саид Майхани в 1049 году в Майхане.

## Суфийская школа
Абу Саид Майхани ввёл в практику мистических радений (сама) музыку‚ танцы и песни эротического содержания. Это вызвало суровую критику в его адрес и резкие обвинения в отступлении от норм шариата. Некоторые богословы «правоверных» суфии даже обвиняли его в неверии (куфр). Незавершённый им хадж был расценён как сознательное пренебрежение сунны пророка Мухаммеда. Высказывания Майхани отличались эксцентричностью и противоречивостью. Это позволяет предположить‚ что ему были близки идеи сторонников школы Абу Язида Бистами. В суфийской среде он был известен тем, что обладал даром творить чудеса (карамат).
В соответствии с учением маламатия Майхани вёл борьбу с собственной гордыней совершая социальное «служение бедным» (собирая милостыню, подметая мечети‚ очищая бани и отхожие места). Позднее этот же мотив был перенесён на защиту интересов и нужд своих учеников, последователей и жителей округи.
Созданная Абу Саидом Майхани местная суфийская школа не получила широкого распространения. В 1154 году она полностью прекратила своё существование. В этот год восставшие огузские роды разорили весь Хорасан и предали смерти 115 человек из потомков Абу Саида Майхани.

## Кодекс норм
Абу Саид Майхани считается первым суфийским шейхом, который разработал для своих учеников, живших в обители, кодекс норм поведения и правил общежития. Правила общежития в обители состояли из 10 пунктов и впоследствии были дополнены характеристикой 10 обязательных качеств наставника и 10 необходимыми чертами характера для ученика.

## Труды
Ранее считалось трактаты «Аль-Масабих», написанный по-арабски «Макамат-и арба‘ин»‚ написанный по-персидски принадлежали перу Абу Саида Майхани. В настоящее время доказано, что он не мог быть автором этих трудов и приписываемых ему многочисленных четверостиший (рубаият). Как свидетельствуют биографы Майхани, ссылаясь на его собственные слова, стихов он никогда не писал.